# Polynema longipes
Polynema longipes är en stekelart som först beskrevs av William Harris Ashmead 1887.  Polynema longipes ingår i släktet Polynema och familjen dvärgsteklar. Inga underarter finns listade i Catalogue of Life.